# Ingegerd Råman

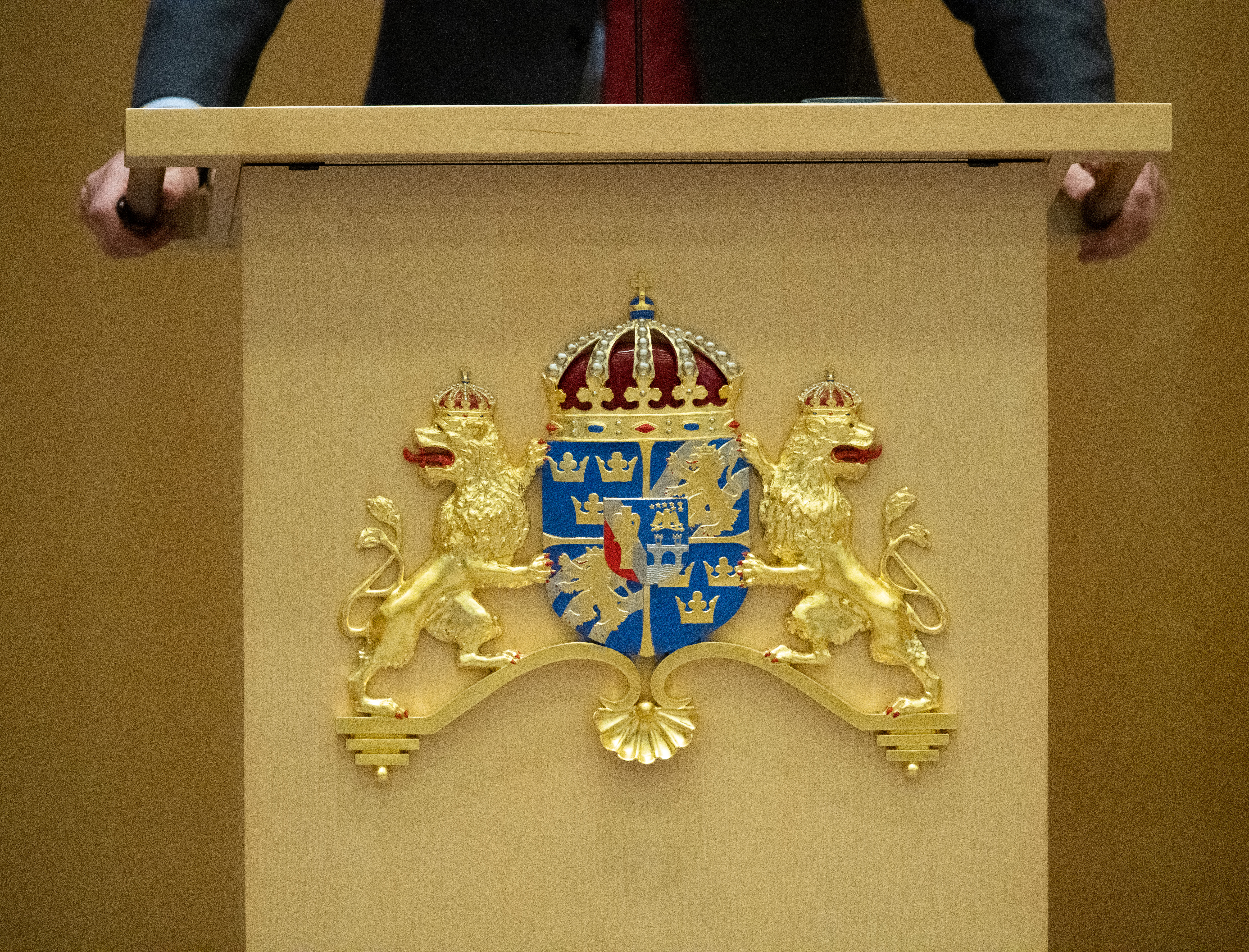
Sveriges riksvapen på talarstolen i plenisalen.

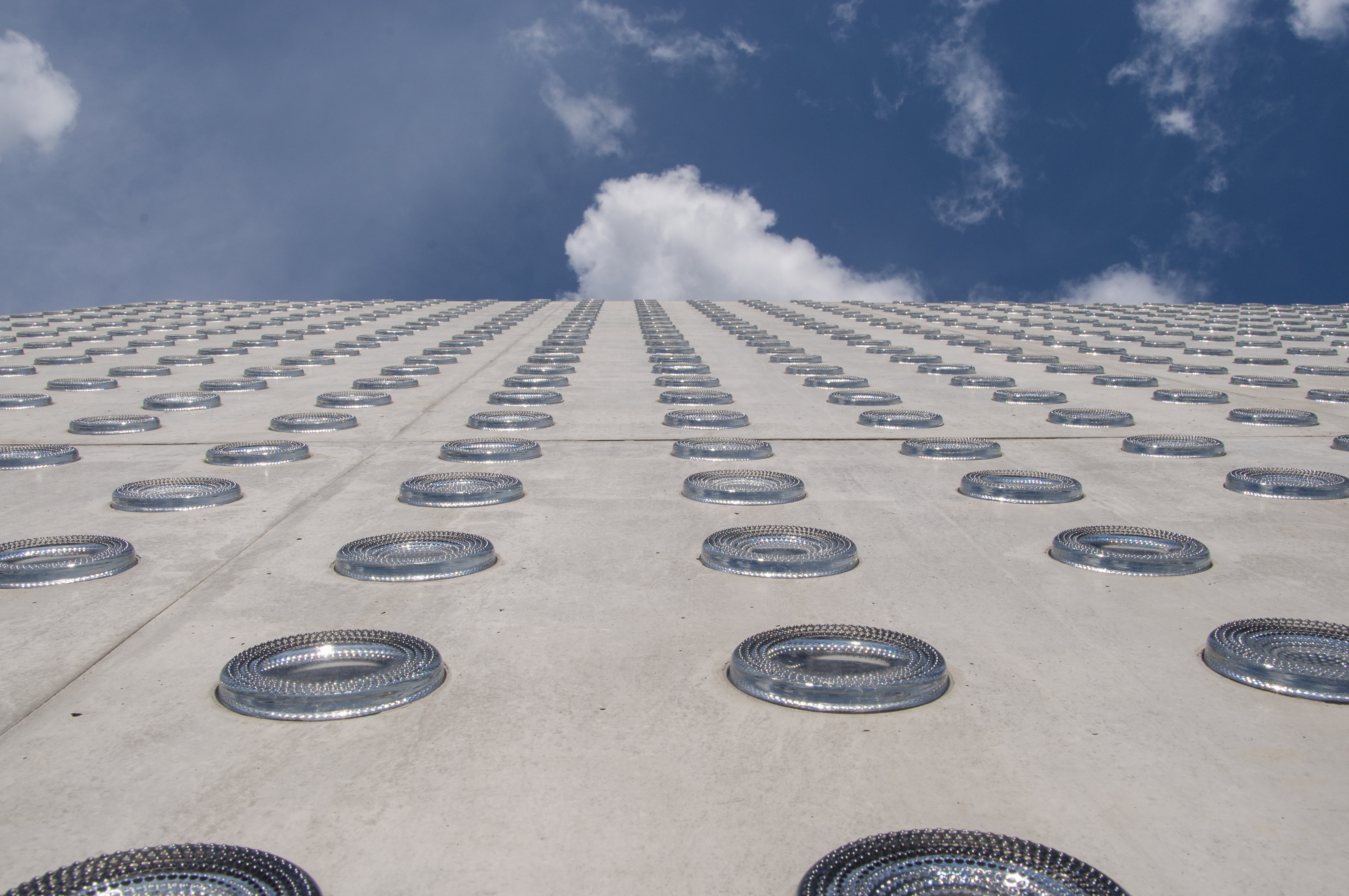
Glasbottnar i Liljevalchs tillbyggnad.

Ingegerd Eva Maria Råman, född 19 juli 1943 i Stockholm, är en svensk  krukmakare och glasformgivare.

## Biografi
Ingegerd Råman utbildade sig i keramik på Capellagården, på Konstfack och vid Instituto Statale d'Arte per la Ceramica i Faenza i Italien. Hon arbetade först under många med keramik och därefter med glas för Johansfors glasbruk, Skrufs glasbruk och Orrefors glasbruk. Hon har vid ett flertal tillfällen mottagit utmärkelsen Utmärkt Svensk Form och finns representerad på bland andra Nationalmuseum i Stockholm, Victoria & Albert Museum i London och Röhsska museet i Göteborg. Hon tilldelades 1995 professors namn.
Råman är konstnären bakom riksvapnet på talarstolen i plenisalen i Sveriges riksdagshus, vilket installerades i samband med den renovering av plenisalen som stod färdig 2006. Andra offentliga verk har skett i arbete med Gert Wingårdh i byggprojekt, bland annat i det vinnande förslaget i arkitekttävlingen om en tillbyggnad av Liljevalchs konsthall i Stockholm 2014 där hon skapade fasadutsmyckningen med 6 860 ingjutna ”flaskbottnar” i klarglas. Ingegerd Råman designade 2008 års Rosa bandet för Cancerfonden och är aktuell med  att få årets hedersporträtt i Statens porträttsamling. 2016 tilldelades hon Stockholm stads hederspris.
Hon är gift med konstfilmaren Claes Söderquist.